# ماهی‌خورک کمربنددار
 ماهی‌خورک کمربنددار (نام علمی: Megaceryle alcyon) نام یک گونه از سرده ماهی‌خورک‌های بزرگ است.